# Палата родословных дел
Палата родословных дел, Родословных дел палата — государственное учреждение, созданное при Разрядном приказе в 1682 году и существовавшее до 1700 года в России.

## История создания
Впервые упоминание о составлении родословных книг, судя по содержанию указа 28 октября 1683 года, было обнародовано ещё 27 ноября 1681 года. После отмены местничества, закреплённой соборным уложением (12 января 1682 года), царский указ предписывал служилым людям приносить «будущим родам на память» «росписи за руками» в Разрядный приказ (далее РП), сама Палата родословных дел (далее ПРД) в это время ещё не приступила к своей деятельности. Такое организационное решение властей было вполне логичным. В архиве Разрядного приказа хранился известный Государев родословец (1555 год), сосредотачивался большой массив документов генеалогического характера, здесь ранее велись работы, связанные с составлением родословных.
При определении времени начала деятельности ПРД можно ориентироваться на наиболее раннюю из сохранившихся датированных росписей князей Троекуровых (26 февраля 1682 года). Но обнаруживающиеся в расходных документах РП сведения позволяют внести ясность в этот вопрос. В одном из документов (20 января 1682 года) сообщается о починке стола и другого обихода «в задней палате…., где сидеть боярину князю Владимиру Дмитриевичу Долгорукову с товарищы». Были закуплены дубовый ящик, замки, железные петли, ножницы и так далее (23 — 28 января 1682 года).
Приём росписей. копирование представленных документов, урегулирование спорных вопросов и все работы по составлению родословных книг были возложены на специально образованную при Разрядном приказе комиссию, впоследствии получившую название Палата Родословных дел.
Для родов, не внесённых в Старый родословец, предполагалось составить четыре новые родословные книги:
1. Предназначалась для родов, представители которых находились в Думе или когда-либо достигали думных чинов. Сюда же должны были внесены «старые и честные» роды, предки которых занимали высшие военно-административные должности со времён Ивана IV Васильевича Грозного, о чём имелись «явные свидетельства».
2. Для родов, представители которых также занимали высшие военно-административные должности или служили по выбору, но со времён царствования Михаила Фёдоровича. Для них требовались «свидетельства».
3. Предназначалась для основной массы городового дворянства, числившихся «в средних и в меньших статьях» десятин. О «свидетельстве» для этих фамилий указ ничего не говорил.
4. В данную книгу должны были попасть роды, представители которых «из нижних чинов за службу отцов своих или за свои написаны в московские чины». О «свидетельствах» указ также, ничего не говорил.

Предполагаемые родословные книги, как видим, должны были охватывать практически все слои служилых людей по отечеству последней четверти VII столетия.
Вслед за январским указом вышел указ-инструкция (27 марта 1682 года), определяющая основные критерии. которыми должны руководствоваться члены ПРД при решении спорных ситуаций, возникших в ходе пополнения Старого родословца. В статье оговаривается порядок внесения родов, не попавших в старый родословец, но ведущих свою происхождение от внесённых в него фамилий. В таких случаях ПРД требовалось «у родословных людей для свидетельства имать сказки за руками». В случае протеста сродников указ предписывал эти роды «вместе с ними в родословную книгу не включать, а писать их в книгу особо и очных ставок не давать». Указ также предписывал ПРД: «А которые люди одного рода и прозвания начнут приносить росписи каждый своему поколению порознь, о на сообща, и те разные росписи принимать у них порознь и писать с теми родами в родословную книгу вместе».
Следующий указ (13 сентября 1686 года) подтверждал предыдущие указы, вносил ряд изменений в порядок составления родословных книг, помимо пополнения Старого родословца, в нём говорилось уже не о четырёх новых родословных книгах, а лишь об одной, структура которой и определялась указом. В её первую часть должны были внесены рода Имеретинского царя, а также Сибирских и Касимовских царевичей.
Процесс создания указов, адресованных ПРД, традиционен для приказного делопроизводства и заключается в прохождении трёх основных этапов — докладная выписка, пометы об исполнении и собственно указ. Докладные выписки составлялись в самой ПРД и представляли собой изложение возникших в ходе работы вопросов. Они докладывались руководству, где и принимались решения. Все сохранившиеся докладные выписки представлены двумя типами. Первый — это выписки, отражающие рабочие вопросы в целом и заключающие в себе законодательную инициативу, на основе которых и издавались указы, регулирующие деятельность ПРД. Второй тип — это выписки, посвящённые отдельным спорным ситуациям.
История ПРД имеет ещё немало «белых пятен». В частности, нет убедительного объяснения, почему в течение длительного времени (с мая 1682 года — декабрь 1685 года) в неё не подавались родословные, хотя царский указ (28 октября 1683 года) предписывал служилым людям делать это «без молчания». Ссылки на смерть царя Фёдора Алексеевича (27 апреля) и возникшую внутридворцовую борьбу не подкреплены конкретными взаимосвязанными фактами и носит скорее общеметодический характер. По замыслу правительства в состав родословных книг должны были попасть и фамилии провинциального дворянства. Однако оно не откликнулось на призыв властей и не представило свои родословные в ПРД. Вероятно, определённую роль здесь сыграло отсутствие необходимого генеалогического материала в его семейных архивах, а также знаний и навыков для генеалогических изысканий. Возможно, что городовое дворянство просто не видело для себя какого-либо практического смысла в этой затее.

## Функционирование
Задачей ПРД было составление официальной родословной русских служилых родов на основе старых родословцев и родословных росписей, которые должны были представить по приказу правительства служилые фамилии. Свыше 550 служилых семей представили о себе сведения в ПРД, однако в ходе родословных работ первоначальные замыслы правительства претерпели ряд изменений и в конечном итоге были реализованы лишь частично. В конце 1680-х годов ПРД составила:
1. Родословную книгу только самых знатных родов, известную под именем «Бархатная книга», воспользовавшись, главным образом, древними официальными родословцами и лишь отчасти представленными для неё родословными росписями.
2. Вторая родословная книга до настоящего времени не найдена. Сложившийся в результате работы ПРД комплекс историко-генеалогических материалов вошёл в литературу, как Родословные росписи конца XVII века.

## Состав Приказа
Руководство Палатой было возложено на боярина князя Владимира Дмитриевича Долгорукова.
В 1682 году в состав Палаты входили:
- думный дворянин Алексей Иванович Ржевский[7];
- думный дьяк Василий Григорьевич Семёнов[7];
- дьяк Фёдор Леонтьевич Шакловитый[7].

В 1685—1688 годах в состав Палаты входили:
- окольничий Иван Иванович Чаадаев[7];
- думный дьяк Василий Григорьевич Семёнов[7];
- дьяк П. Ф. Оловянников[7];
- дьяк Л. А. Домнин[7].

21 сентября (1 октября) 1686 года вместо Чаадаева в состав Приказа был включён окольничий Иван Афанасьевич Желябужский.

## Судьба архива
Архивная судьба собранного ПРД материала складывалась непросто. В XVIII веке все материалы Палаты хранилось в Разрядном архиве. Всего было учтено 629 росписей от около 560 дворянских семей. По упразднению РП (1711 год) росписи в числе прочих документов были снесены в «нижние палаты», находившиеся под РП, впоследствии перенесены на Старый казённый двор (1714 год) и только после большого московского пожара (1737 год), во время которого пострадала и часть сооружений Московского Кремля, материалы попали в архив Московской сенатской конторы. Частые перемещения комплекса документов и неудовлетворительные условия хранения привели к тому, что уже к 40-и годам XVIII века немало росписей оказались в плохом состоянии, а отдельные документы и вовсе утрачены. Но наиболее трагическим образом на судьбе родословных росписей отразились события 1812 года. При занятии французскими солдатами здания Сената, где располагался архив, более половины документов были уничтожены, а уцелевшая их часть сильно пострадала.
По заданию директора МАМЮ П. И. Иванова и при участии архивариуса Н. И. Тихомирова остатки родословных столбцов были разобраны и скопированы (1894—1895 годы). Сохранившиеся к настоящему времени подлинные документы заключают в себе около 160 родословных росписей и порядка 270 различных документов, относящихся к 145 дворянским фамилиям.
Все сохранившиеся родословные росписи были опубликованы в научном альманахе "Российская генеалогия" в 2017-2022 годах (530 росписей, поданные в Палату представителями 475 родов).